# Blue Collar Man (Long Nights)
Blue Collar Man (Long Nights) – piosenka rockowa zespołu Styx, wydana w 1978 roku jako singel promujący album Pieces of Eight.

## Powstanie i treść
Autorem piosenki jest gitarzysta Styx, Tommy Shaw, który również ją zaśpiewał. Jak przyznał Shaw, pomysł na melodię podsunęły mu dźwięki wydawane przez silnik łodzi rybackiej, którą wyprawili się członkowie zespołu, paląc wówczas marihuanę. Po powrocie do domu Shaw wziął gitarę akustyczną i ułożył melodię do piosenki.
Piosenka opowiada historię bezrobotnego mężczyzny, który ma dość bycia wyśmiewanym za brak pracy i próbuje ją znaleźć. To mu się jednak nie udaje i próbuje nakłonić ludzi do zatrudnienia go. Tekst taki wynikał z filozofii pisania piosenek przez Shawa, jako że Shaw starał się tworzyć utwory, z którymi ludzie będą mogli się utożsamiać.

## Pozycje na listach przebojów
| Lista             | Pozycja | Źródło |
| ----------------- | ------- | ------ |
| Holandia          | 47      | [ 2 ]  |
| Stany Zjednoczone | 21      | [ 1 ]  |

## Wykorzystanie
Fragment piosenki został wykorzystany w filmie Super tata z 1999 roku.